# Melody Time
A Melody Time 1948-ban bemutatott amerikai rajzfilm, amely a 10. Disney-film. Az animációs játékfilm rendezői Clyde Geronimi, Wilfred Jackson, Jack Kinney és Hamilton Luske, producere Walt Disney. A zenéjét Eliot Daniel és Paul Smith szerezte. A mozifilm a Walt Disney Productions gyártásában készült, az RKO Pictures forgalmazásában jelent meg. Műfaja zenés film.
Amerikában 1948. május 27-én mutatták be a mozikban.

## Szereplők

### Firkaszereplők
| Szereplő                   | Eredeti hang      | Magyar hang     |
| -------------------------- | ----------------- | --------------- |
| Narrátor                   | Buddy Clark       | eredeti nyelven |
| Johnny Appleseed narrátora | Dennis Day        | Tarján Péter    |
| Johnny Appleseed           | Dennis Day        | Hujber Ferenc   |
| Johnny Appleseed angyala   | Dallas McKennon   | Barbinek Péter  |
| Aracuai madár              | Pinto Colvig      | eredeti nyelven |
| Kicsi Toot                 | Mel Blanc         | eredeti nyelven |
| Nagy Toot                  | Thurl Ravenscroft | eredeti nyelven |

### Élőszereplők
| Szereplő        | Színész                         |
| --------------- | ------------------------------- |
| Önmaga / Énekes | Roy Rogers                      |
| Önmaga          | Trigger                         |
| Énekes          | Dennis Day                      |
| Énekesek        | The Andrews Sisters             |
| Énekes          | Fred Waring és a Pennsylvanians |
| Zeneszerző      | Freddy Martin                   |
| Orgonista       | Ethel Smith                     |
| Énekes          | Frances Langford                |
| Énekes          | Buddy Clark                     |
| Önmaga / Énekes | Bob Nolan                       |
| Önmaguk         | A Pioneers fiai                 |
| Énekesnők       | A Dinning nővérek               |
| Önmaga          | Bobby Driscoll                  |
| Önmaga          | Luana Patten                    |
| Énekes          | Bill Lee                        |

## Betétdalok
| Dal                          | Előadó                          |
| ---------------------------- | ------------------------------- |
| Melody Time                  | Buddy Clark                     |
| Once Upon a Wintertime       | Frances Langford                |
| The Lord is good to me       | Dennis Day                      |
| Pioneers (short song)        | Dennis Day                      |
| There is a Lot of Work to Do | Dennis Day Dallas McKennon      |
| Apple Party                  | Dennis Day                      |
| Little Toot                  | The Andrews Sisters             |
| Trees Blame                  | Fred Waring és a Pennsylvanians |
| It on the Samba              | Ethel Smith A Dinning nővérek   |
| Pecos Bill                   | Roy Rogers A Pioneers fiai      |
| Blue Shadows on the Trail    | Roy Rogers A Pioneers fiúk dala |

## Magyar megjelenése
Az Almafás ember legendája a kelletlen sárkány című Walt Disney rajzfilmgyűjteményből, csupán a klasszikus kisfilmekkel együtt jelent meg DVD-n.